# Comuna Gherța Mică, Satu Mare
Gherța Mică (în maghiară: Kisgérce, în germană: Kleingirtze) este o comună în județul Satu Mare, Transilvania, România, formată numai din satul de reședință cu același nume. Localitatea Gherța Mică este atestată documentar din anul 1393, alături de Gherța Mare, documentul în limba latină numind cele două sate Gerche et alia Gerche (Maior et Minor).

## Așezare geografică
Comuna este așezată în nord-estul județului Satu Mare. Se învecinează teritorial cu următoarele localități:
- la NV, satul Gherța Mare, comuna [Turț], la o distanță de 5 km pe DJ 109L;
- la NE, comuna Cămărzana, la o distanță de 15 km;
- la N-SE, comuna [Călinești-Oaș], la o distanță de 3 km pe DJ 109L;
- la V, comuna Turulung, la o distanță de 12 km.
Comuna Gherța Mică nu are alte sate aparținătoare.

## Suprafață
Suprafața totală a comunei este de 3885 hectare din care: teren arabil-1166 ha; pășuni-1117 ha; vii și livezi-205 ha;
păduri-1102 ha; teren neproductiv-22 ha; râuri, lacuri, bălți-81 ha; drumuri-192 ha.

## Învățământ
Comuna Gherța Mică dispune de 3 școli generale și 4 grădinițe pentru copii.

## Personalități
- Maricica Țăran este o canotoare română, laureată cu aur la Los Angeles 1984.

## Demografie
Componența etnică a comunei Gherța Mică
     Români (95,72%)
     Alte etnii (4,28%)
Componența confesională a comunei Gherța Mică
     Ortodocși (62,82%)
     Penticostali (32%)
     Alte religii (1,16%)
     Necunoscută (4,02%)
Conform recensământului efectuat în 2021, populația comunei Gherța Mică se ridică la 3.881 de locuitori, în creștere față de recensământul anterior din 2011, când fuseseră înregistrați 3.412 locuitori. Majoritatea locuitorilor sunt români (95,72%). Din punct de vedere confesional, majoritatea locuitorilor sunt ortodocși (62,82%), cu o minoritate de penticostali (32%), iar pentru 4,02% nu se cunoaște apartenența confesională.

## Politică și administrație
Comuna Gherța Mică este administrată de un primar și un consiliu local compus din 13 consilieri. Primarul, Ioan Ciuta[*], de la Partidul Social Democrat, este în funcție din 2008. Începând cu alegerile locale din 2024, consiliul local are următoarea componență pe partide politice:
|  | Partid                          | Consilieri | Componența Consiliului | Componența Consiliului | Componența Consiliului | Componența Consiliului |
|  | ------------------------------- | ---------- | ---------------------- | ---------------------- | ---------------------- | ---------------------- |
|  | Partidul Social Democrat        | 4          |                        |                        |                        |                        |
|  | Forța Dreptei                   | 4          |                        |                        |                        |                        |
|  | Partidul Național Liberal       | 4          |                        |                        |                        |                        |
|  | Alianța pentru Unirea Românilor | 1          |                        |                        |                        |                        |